# قرار مجلس الأمن التابع للأمم المتحدة رقم 1939
قرار مجلس الأمن التابع للأمم المتحدة رقم 1939، الذي تم تبنيه بالإجماع في 15 سبتمبر 2010، بعد التذكير بالقرارات السابقة بشأن الوضع في نيبال، بما في ذلك القرار 1922 (2010)، مدد المجلس ولاية بعثة الأمم المتحدة في نيبال حتى 15 يناير 2011 وسط مخاوف من تصاعد التوترات السياسية في البلاد.
وسيكون تمديد بعثة الأمم المتحدة في نيبال السابع والأخير. قال الأمين العام بان كي مون في تقريره إنه لا يؤيد التمديد المتكرر للبعثة بسبب «الانتقادات المستمرة التي لا أساس لها» والتي أعاقت قدرتها على تنفيذ ولايتها، وفقًا للقرار 1740 (2007).

## القرار

### أعمال
تم تمديد ولاية بعثة الأمم المتحدة في نيبال بعد طلب من الحكومة النيبالية، مع الأخذ في الاعتبار أن بعض عناصر ولايتها قد اكتملت والعمل الجاري فيما يتعلق بمراقبة إدارة الأسلحة. علاوة على ذلك، قرر المجلس أيضًا أن ولاية البعثة ستنتهي في 15 يناير 2011 مع مغادرة البلاد، ودعا جميع الأطراف إلى ضمان استكمال تفويض البعثة بحلول ذلك التاريخ.
وحث القرار الحكومة النيبالية والحزب الشيوعي النيبالي الموحد (الماوي) على تنفيذ اتفاق 13 سبتمبر 2010 بالإضافة إلى خطة لدمج وإعادة تأهيل أفراد الجيش الماوي. تم تشجيع جميع الأحزاب السياسية النيبالية على التعاون والتسوية وتحقيق توافق في الآراء من أجل أن تواصل البلاد الانتقال إلى المستقبل الديمقراطي وعلاوة على ذلك، طُلب من الطرفين ضمان سلامة وحرية تنقل أفراد البعثة.
أخيرًا، طُلب من الأمين العام بان كي مون تقديم تقرير عن المناقشات بين الأمم المتحدة والحكومة النيبالية المؤقتة والأحزاب السياسية بحلول 15 أكتوبر 2010.